# Spodnji Velovlek
Spodnji Velovlek (prekmursko Spoudnji Velouvlek) je naselje v Mestni občini Ptuj.